# Maplewood (New Jersey)
Maplewood is een plaats (census-designated place) in de Amerikaanse staat New Jersey, en valt bestuurlijk gezien onder Essex County.

## Demografie
Bij de volkstelling in 2000 werd het aantal inwoners vastgesteld op 23.868.

## Geografie
Volgens het United States Census Bureau beslaat de plaats een oppervlakte van
10,0 km², geheel bestaande uit land.

## Plaatsen in de nabije omgeving
De onderstaande figuur toont nabijgelegen plaatsen in een straal van 8 km rond Maplewood.

## Geboren
- P.J. Byrne (15 december 1974), (stem)acteur
- Ibtihaj Muhammad (4 december 1985), schermster

## Overleden
- Oscar Goerke (1883-1934), Amerikaans Olympisch medaillewinnaar
- Amos Joel (1918-2008), Amerikaans elektrotechnicus
- Major Holley (1924-1990), Amerikaans Jazz-bassist